# Черрето-д'Асті
Черрето-д'Асті (італ. Cerreto d'Asti, п'єм. Srèj d'Ast) — муніципалітет в Італії, у регіоні П'ємонт,  провінція Асті.
Черрето-д'Асті розташоване на відстані близько 510 км на північний захід від Рима, 27 км на схід від Турина, 22 км на північний захід від Асті.
Населення — 229 осіб (2014).
Щорічний фестиваль відбувається 24 серпня. Покровитель — святий Варфоломій.

## Демографія
Населення за роками:

Станом на 1 січня 2023 року в муніципалітеті офіційно проживало 15 іноземців з 5 країн, серед них 11 громадян країн Євросоюзу.

## Сусідні муніципалітети
- Каприльйо
- Пассерано-Марморито
- Пьова-Массая